# Klatergoud
Klatergoud is een metaalblad van geelkoper dat een laag zinkgehalte herbergt, de legering bevat meestal 85-88% koper en 12-15% zink. Het lijkt aanvankelijk qua kleur en spiegeling op goud maar wordt na een korte periode volledig zwart. Erg waardevol is het dus niet en het wordt dan ook vaak als waardeloze pronk afgeschilderd. Meer algemeen worden ook andere voorwerpen van weinig waarde die waardevol lijken klatergoud genoemd; bijvoorbeeld: "Die horloges van de kermis zijn een hoop klatergoud".
Ook het niet erg waardevolle mineraal pyriet wordt wel als klatergoud aangeduid.